# Arnaldo Gama
Arnaldo de Sousa Dantas da Gama (Porto, 1 de Agosto de 1828 – Porto, 29 de Agosto de 1869) foi um jornalista e escritor português, autor de romances de ambiente histórico.

## Biografia
Formou-se em Direito pela Universidade de Coimbra e exerceu a advocacia no Porto, por sinal, o cenário principal das suas obras de ficção.
Dedicou-se fundamentalmente à literatura e ao jornalismo, logrando também alcançar um lugar enquanto membro da Academia Real das Ciências.
Em 1867, fundou o "Jornal do Norte", tendo, em todo o caso, colaborado em muitos outros periódicos, como "A Península", "O Nacional", "O Porto", «A Esmeralda», a «Revista Peninsular» e a "Carta".
Faleceu a 29 de agosto de 1869, tendo sido sepultado no Cemitério da Lapa, no Porto.
Em 1933 a Câmara Municipal de Lisboa homenageou o escritor dando o seu nome a uma rua na Penha de França.

## Obra
Fixando-se, do ponto de vista literário, no segundo Romantismo português, foi influenciado pelo escritor francês Eugène Sue e por Camilo Castelo Branco.
Sendo certo que publicou poesia, contos e romances, a sua maior distinção veio enquanto autor de romances históricos, tendo privilegiado a história do Porto, como principal palco das suas obras.
Com efeito, nos seus romances históricos, Arnaldo Gama procurava aguçar a curiosidade dos leitores sobre temáticas históricas do país, romanceando-as, preenchendo-as com personagens, espaços e diálogos que mais facilmente pudessem ilustrar os acontecimentos históricos abordados.
Neste sentido, no prefácio do seu romance histórico «Um motim de há cem anos», Arnaldo Gama manifesta expressamente esta mesma intenção: 
| “ | «(…) queria uma novela, um romance histórico, que toda a gente lesse, que toda a gente quisesse ler; porque enfim, meu caro amigo, estou convencido que a maneira de ensinar a história àqueles que não se aplicam aos livros, àqueles cuja profissão os arreda de poder fazer estudos sérios e seguidos, é o romanceá-la, dialogando-a, e dando vida à época, dando vida aos personagens, dando vida às localidades; mas a vida que lhes é própria, a vida da época, ressuscitando-a no estilo da conversação, nos usos e costumes, nos trajes, nas ideias e nas localidades.» | ” |

Os seus romances tornaram-se muito populares na época. Com efeito, entre 1856 e 1857, o seu romance folhetinesco O Génio do Mal, ganhou especial notoriedade. Sendo que a sua obra mais famosa, «Paulo, o montanhês» é distinguida como uma das obras de charneira entre o romântico e o gótico português, tratando-se do primeiro romance de salteadores português, à época.

## Obras
- Paulo, o montanhês (1853)
- Génio do Mal (em quatro volumes publicados entre 1856–1857)
- Poesias e Contos (1857)
- Honra ou Loucura (1858)
- Verdades e Ficções (1859)
- Um Motim há Cem Anos (1861)
- O Sargento-Mor de Vilar (1863)
- O Segredo do Abade (1864)
- A Última Dona de S. Nicolau (1864)
- O Filho do Baldaia (1866)
- A Caldeira de Pêro Botelho (1866)
- O Balio de Leça (1872, edição póstuma)
- El-Rei Dinheiro (1876, edição póstuma)